# Hannes Löhr
Johannes "Hannes" Löhr (født 5. juli 1942 i Eitorf, Tyskland, død 29. februar 2016) var en tysk fodboldspiller, der som angriber på det vesttyske landshold var med til at vinde guld ved EM i 1972. Han spillede på klubplan 15 år for FC Köln.
Efter sit karrierestop var Löhr træner for først FC Köln, og efterfølgende i hele 17 år for det tyske U-21-landshold.